# تماسك (كيمياء)

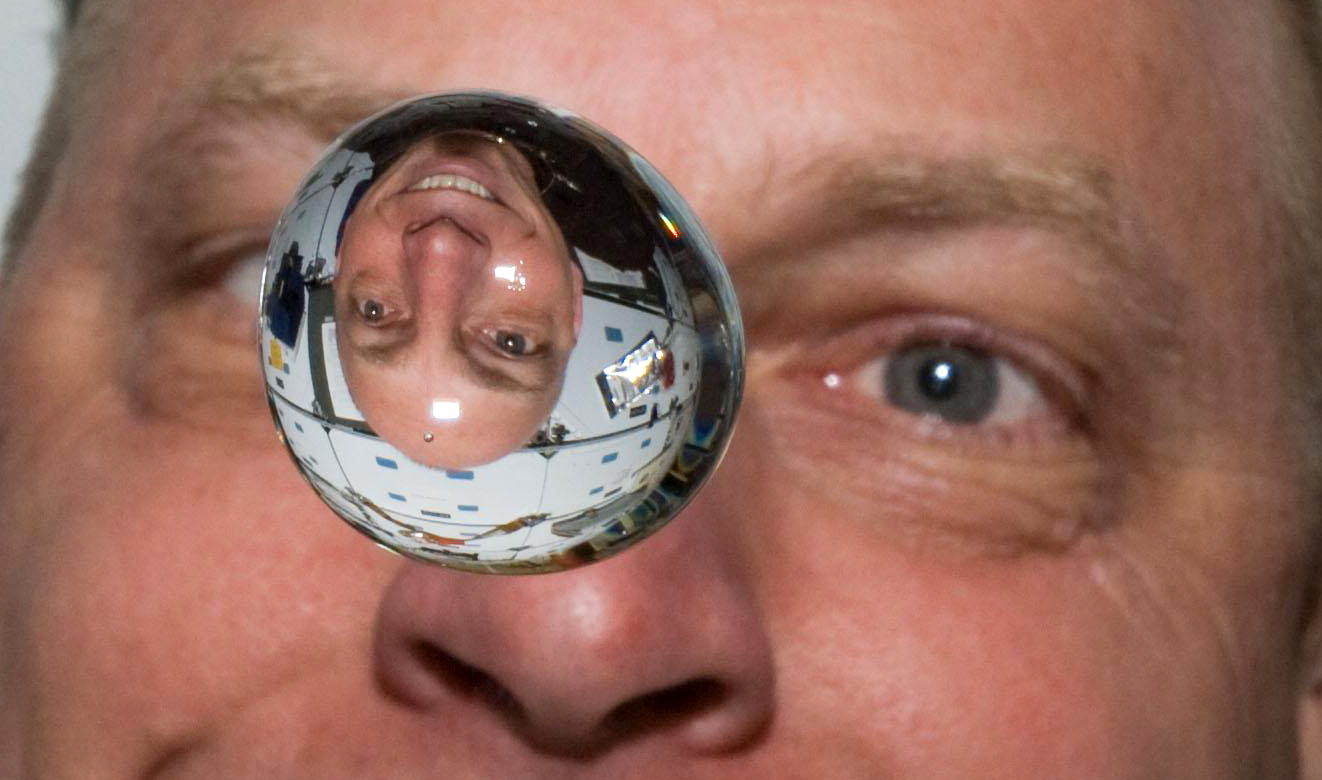
من آثار تماسك الماء تجمّعه في قطرات

التماسك في الكيمياء هو خاصية تجاذب متبادل بين الجزيئات. وهو من الخواص الجوهرية للمادة وينجم عن شكل أو هيكل كل جزيء والذي يوزع الإلكترونات بشكلٍ غير متجانس كلما اقترب الجزيء من جزيء آخر، وتسبب تجاذب إلكتروني يصون الهيكل الإجمالي ككل.
ففي قطرات الماء مثلاً يسبب التماسك توتراً سطحياً، خالقا حالة «شبه صلبة» تقدر على حمل المواد ذات الكثافة الكتلية المتدنية عليها؛ لذا يمكن لبعض الحشرات (كاليعسوب) مثلاً التموضع على المسطحات المائية.